# L'assassin sera à Tripoli
Pour plus de détails, voir Fiche technique et Distribution.
L'assassin sera à Tripoli (Romarei, das Mädchen mit den grünen Augen) est un film allemand réalisé par Harald Reinl, sorti en 1958.

## Synopsis
Romarei a des capacités psychiques que lui a laissées Prang, sa mère adoptive, et dont elle fait profiter à tous ceux qui la paient. Parfois elle sent les malheurs qui vont leur arriver ; ainsi elle prévient son petit ami Lorenz Ophoven après avoir une chute d'ascenseur. Sir Boris Olinzoff en entend parler, il promet à sa mère que Romarei aura une vie luxueuse si elle lui réserve l'usage exclusif de son don. Mais Olinzoff était présent dans la vision de Romarei. Elle veut d'abord en tirer avantage : elle vit en Orient de façon insouciante et peut trouver des champs de pétrole qu'Orloff exploite. Puis elle découvre qu'Orloff a des amis étranges, elle est mal vue dans le village et cesse toute critique en utilisant l'hypnose. Alors qu'Orloff s'est absenté, Romarei est enlevée par ses "amis" étranges. Lorenz, qui pilote un bateau à vapeur, après avoir eu affaire à une blonde suspecte, se précipite à son aide, la délivre de ses ravisseurs puis d'Olinzoff.

## Fiche technique
- Titre original : Romarei, das Mädchen mit den grünen Augen
- Titre français : L'assassin sera à Tripoli ou La Fille aux yeux verts[1]
- Réalisation : Harald Reinl, assisté de Lothar Gündisch
- Scénario : Gerda Corbett
- Musique : Willy Mattes
- Direction artistique : Ernst H. Albrecht
- Costumes : Edith Dahlke, Ernst Erdmann
- Photographie : Hans Schneeberger
- Son : Heinz Weissert
- Montage : Johanna Meisel (de)
- Production : Gero Wecker
- Sociétés de production : Arca Filmproduktion
- Société de distribution : Neue Filmverleih
- Pays d'origine :  Allemagne de l'Ouest
- Langue : allemand
- Format : Couleur - 1,37:1 - Mono - 35 mm
- Genre : Aventures
- Durée : 84 minutes
- Dates de sortie :
  -  Allemagne de l'Ouest : 18 décembre 1958.
  -  Mexique : 4 octobre 1962.
  -  France : 19 août 1964[1].
- Affiche : Jean Mascii (France)

## Distribution
- Carola von Kayser: Romarei
- Joachim Hansen: Lorenz Ophoven
- Leonard Steckel (de): Sir Boris Olinzoff
- Dominique Wilms: Birgit
- Werner Peters: Papas Leonidas
- Reggie Nalder: Dewitz
- Kurt Meisel: Le baron de Tavel
- Peter Mosbacher: Falkenreid
- Ilse Steppat: La veuve Prang
- Lei Ilima: Rhedda
- Reinhard Kolldehoff: Blessing
- Saro Urzi: Peppino
- Lotte Stein: Mme Daub
- Wolfgang Kienbaum: Kurtchen
- Walter Maria Wulf: King, l'ingénieur

## Source de traduction
- (de) Cet article est partiellement ou en totalité issu de l’article de Wikipédia en allemand intitulé « Romarei, das Mädchen mit den grünen Augen » (voir la liste des auteurs).